# بيد خواه
بيد خواه (بالفارسية: بید خواه) هي قرية أفغانية في مقاطعة خواهان التابعة لولاية بدخشان الواقعة في شمال شرق أفغانستان.